# Hennessy

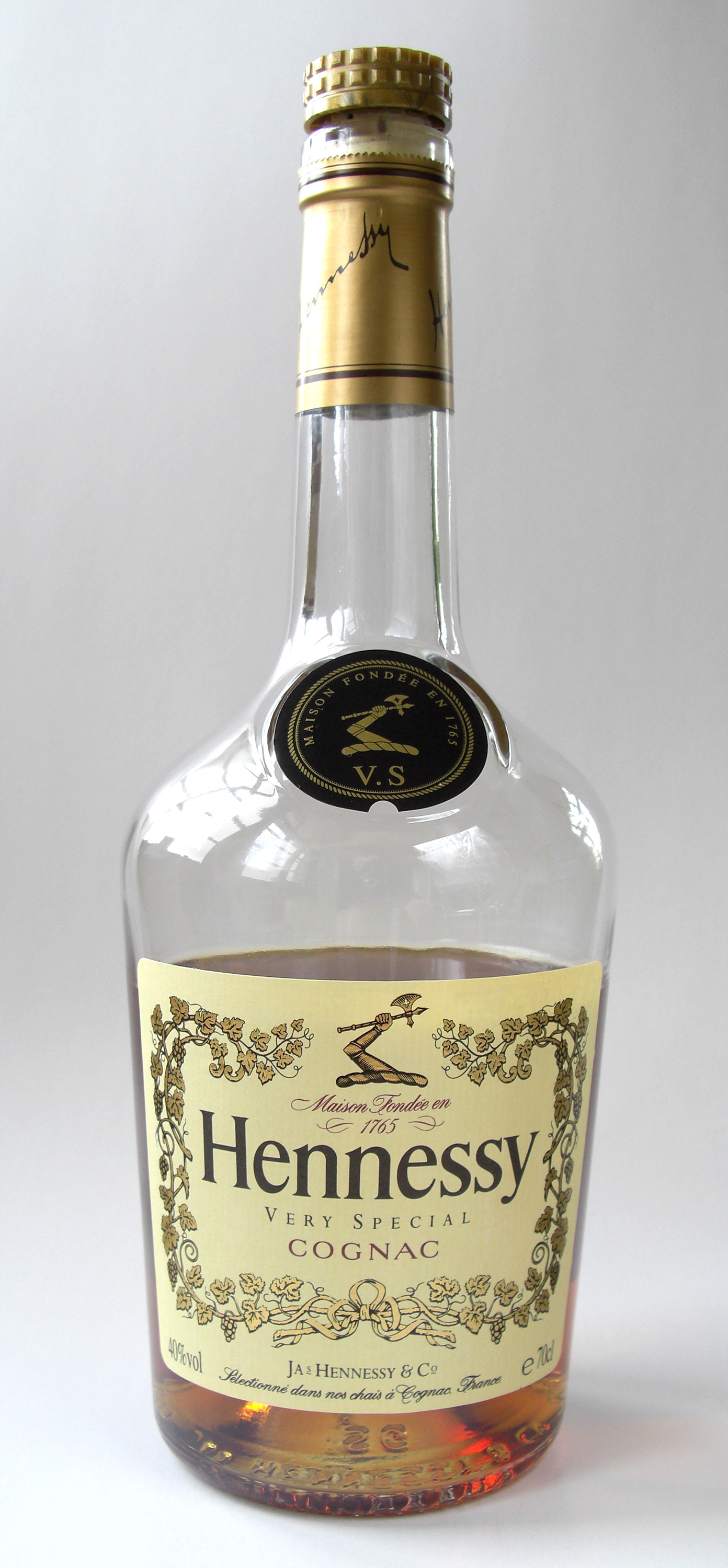
Cognacfles van Hennessy.

Hennessy is een van de oudste en bekendste fabrikanten van cognac. Het bedrijf begon toen de Ier Richard Hennessy, die een huursoldaat was voor de Franse koning, als betaling een stuk land kreeg in de stad Cognac in Frankrijk in 1765. Hij begon een handelsbedrijf dat in eerste instantie alleen de sterkedrank naar zijn Ierse vrienden en familie verstuurde. Zijn zoon James Hennessy breidde de zaak uit met het maken van de brandewijn waar de stad nu beroemd om is. 
De naam van het bedrijf veranderde in James (of Jacques) Hennessy en Co. en is tot op heden nooit gewijzigd. Het bedrijf is altijd door een generatie van Hennessy geleid (nu al in de achtste generatie). De nestor van het bedrijf Kilian Hennessy (hij was in de jaren 70 directeur) is in oktober 2010 op 103-jarige leeftijd overleden. Het eigendom van het bedrijf is door de jaren heen wel veranderd en in 1971 werd Hennessy overgenomen door Moët et Chandon. In 1987 fuseerde deze met Louis Vuitton en creëerde zo 's werelds grootste producent van luxe artikelen: Louis Vuitton Moët Hennessy.
Hennessy wordt in straattaal ook wel 'Hennie' genoemd, zoals te horen in het nummer Henny op een maandag, van Chivv ft. Broederliefde.